# Serbia Open 2022
Il Serbia Open 2022 (anche noto come Serbia Open 2022 powered by Telekom Srbija per ragioni di sponsorizzazione) è stato un torneo di tennis giocato su campi in terra rossa. È stata la 6ª edizione dell'evento, facente parte dell'ATP Tour 250 nell'ambito dell'ATP Tour 2022. Si è giocato presso il complesso Novak Tennis Center a Belgrado, in Serbia, dal 18 al 24 aprile per il maschile.

## Partecipanti al singolare
| Nazione | Giocatore         | Ranking | Testa di serie* |
| ------- | ----------------- | ------- | --------------- |
| Serbia  | Novak Đoković     | 1       | 1               |
|         | Andrej Rublëv     | 8       | 2               |
|         | Karen Chačanov    | 24      | 3               |
|         | Aslan Karacev     | 30      | 4               |
| Cile    | Cristian Garín    | 31      | 5               |
| Italia  | Fabio Fognini     | 32      | 6               |
| Serbia  | Miomir Kecmanović | 38      | 7               |
| Serbia  | Filip Krajinović  | 39      | 8               |

* Ranking al 11 aprile 2022.

### Altri partecipanti
I seguenti giocatori hanno ottenuto una wild card per il tabellone principale:
- Michail Kukuškin
- Hamad Međedović
- Alejandro Tabilo

I seguenti giocatori sono entrati nel tabellone principale con il ranking protetto:
- Aljaž Bedene

I seguenti giocatori sono passati dalle qualificazioni:

- Jiří Lehečka
- Tarō Daniel
- Roman Safiullin
- Thiago Monteiro

### Ritiri
Prima del torneo
- Benjamin Bonzi → sostituito da  João Sousa
- Borna Ćorić → sostituito da  Aljaž Bedene
- Hugo Gaston → sostituito da  Henri Laaksonen
- Alex Molčan → sostituito da  Mikael Ymer
- Gaël Monfils → sostituito da  Marco Cecchinato

## Partecipanti al doppio

### Teste di serie
| Nazione   | Giocatore      | Nazione     | Giocatore       | Ranking* | Testa di serie |
| --------- | -------------- | ----------- | --------------- | -------- | -------------- |
| Croazia   | Nikola Mektić  | Croazia     | Mate Pavić      | 7        | 1              |
| Italia    | Simone Bolelli | Italia      | Fabio Fognini   | 56       | 2              |
| Australia | Matthew Ebden  | Australia   | Max Purcell     | 57       | 3              |
| Croazia   | Ivan Dodig     | Stati Uniti | Austin Krajicek | 62       | 4              |

* Ranking al 11 aprile 2022.

### Altri partecipanti
Le seguenti coppie hanno ricevuto una wildcard per il tabellone principale:
- Hamad Međedović /  Jakub Menšík
- Ivan Sabanov /  Matej Sabanov

### Ritiri
Prima del torneo
- Benjamin Bonzi /  Hugo Gaston → sostituiti da  Lloyd Glasspool /  Harri Heliövaara

## Punti e montepremi
| Evento             | V   | F   | SF | QF | 2T   | 1T | Q    | Q2   | Q1   |
| Singolare maschile | 250 | 150 | 90 | 45 | 20   | 0  | 12   | 6    | 0    |
| Doppio maschile    | 250 | 150 | 90 | 45 | N.D. | 0  | N.D. | N.D. | N.D. |

### Montepremi
| Evento             | V        | F       | SF      | QF      | 2T      | 1T     | Q2     | Q1     |
| Singolare maschile | 100225 $ | 58885 $ | 34710 $ | 19840 $ | 11480 $ | 6710 $ | 3280 $ | 1705 $ |
| Doppio maschile    | 34510 $  | 18590 $ | 10560 $ | 6030 $  | N.D.    | 3550 $ | N.D.   | N.D.   |

## Campioni

### Singolare maschile
Andrej Rublëv ha sconfitto in finale  Novak Đoković con il punteggio di 6-2, 6(4)-7, 6-0.
- È l'undicesimo titolo in carriera per Rublëv, il terzo della stagione.

### Doppio maschile
Ariel Behar /  Gonzalo Escobar hanno sconfitto in finale  Nikola Mektić /  Mate Pavić con il punteggio di 6-2, 3-6, [10-7].